# Avorton
Dans un groupe d'animaux, un avorton (en anglais « runt ») est un animal présentant des caractéristiques de faiblesse ou plus petit que les autres. Du fait de sa taille réduite, un avorton souffre de nombreux désavantages, tant du point de vue de la concurrence pour sa survie face à une portée plus saine, qu'une potentialité de rejet de la part de la mère. De fait, dans la nature, les avortons sont plus sujets à la mortalité infantile. 

## Description
Un avorton est un animal qui a spécifiquement souffert à l'intérieur de l'utérus d'une privation de nutriments par rapport aux autres membres de la portée, ou souffre d'une anomalie génétique, et naît de fait sous-développé ou moins en forme qu'un animal en bonne santé. Certains animaux domestiqués sont le résultat de croisements d'avortons. 
Les avortons font souvent face au rejet de leurs semblables. Ils peuvent être confiés à des éleveurs expérimentés, mais leur taille et leur faiblesse, ainsi que le manque de soin de la part des parents, peuvent rendre leur survie difficile.  
Les membres d'une portée varient naturellement légèrement de taille et de poids, mais le plus petit d'entre eux ne doit pas être considéré comme un avorton s'il est en bonne santé, proche du poids des autres membres de la portée, et qu'il est capable de faire concurrence avec ses semblables pour la nourriture et d'autres ressources.

## Dans la culture populaire
Wilbur, le cochon du Petit monde de Charlotte, est l'avorton de sa portée.
Le lapin Cinquain, dans Les Garennes de Watership Down, est un avorton.

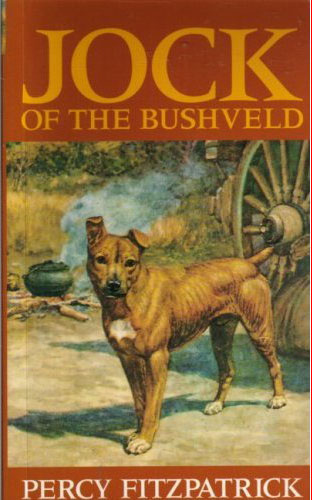
Illustration du livre de Percy FitzPatrick, Jock of the Bushveld.

Clifford le gros chien rouge est tout d'abord un avorton, puis grandit de manière exponentielle et inexplicable, jusqu'à atteindre plus de sept mètres. La plupart des histoires mettent en scène les avantages et désavantages de sa grande taille.
Goliath II, dans le film Disney du même nom, est un éléphant avorton. A peine plus grand qu'une souris, il est une source d'embarras pour son père, Goliath I, qui est un géant, et l'objet de brimades de la part d'autres éléphants qui doivent éviter de lui marcher dessus. Il finit par se racheter en se montrant courageux face à une souris.
Jock était l'avorton d'une portée de Staffordshire Bull Terriers sauvés de la noyade par Sir James Percy FitzPatrick, qui plus tard  racontera sa vie avec le chien dans le roman Jock of the Bushveld.
Babe, le héros éponyme du livre de Dick King-Smith, et du film inspiré du roman, est un avorton. De fait, ce statut sauve sa vie et lui permet d'être choisi pour la compétition que le fermier Hoggett finit par gagner grâce à lui.
Le loup géant de Jon Snow, Ghost, dans l'adaptation télévisuelle du Trône de fer, est l'avorton albinos d'une portée de six chiots, dont la mère est morte. Dans le livre, il finit par devenir le plus grand des six.
Seabiscuit, un cheval de course célèbre, est un avorton ayant battu des chevaux plus grands que lui. L'histoire de Seabiscuit est racontée dans le livre éponyme, et le film inspiré du livre.
Rex, le personnage principal de la série télévisée Rex the Runt, est un avorton.
Chief, le personnage principal du film de Wes Anderson L'île aux chiens, est l'avorton de sa portée.
Mr. Peanutbutter, un des personnages principaux de BoJack Horseman, est l'un des avortons de sa portée. Son frère, Captain Peanutbutter, dit de Mr. Peanutbutter qu'il est son « avorton préféré ».
Bhoot, le louveteau du film de 2018 Mowgli : La légende de la jungle, est l'avorton de la meute d'Akela en plus d'être un albinos. Il devient le meilleur ami de Mowgli.
Runt (« avorton » en anglais) est l'un des sobriquets donnés à Todd Rundgren, son groupe et le nom de leur premier album éponyme, au début de sa carrière, dans les années 1970.